# Station Bratislava-Vajnory
Station Bratislava-Vajnory (Slowaaks: Železničná stanica Bratislava-Vajnory) is een spoorwegstation voor reizigers in de Slowaakse hoofdstad Bratislava.

## Geschiedenis
In de periode van 1948 tot 1959 droeg het station de naam Bratislava-Dvorník. Ooit liep er van hieruit, ten behoeve van de landbouw, een smalspoorlijn naar Pálffy Majer, 7 km verderop.

## Ligging
Het station is gelegen aan de Prijazdná-straat, in het stadsdeel Vajnory (district Bratislava III). Het maakt deel uit van spoorlijn 130 naar Galanta en Štúrovo.

## Verkeer
Regionale treinen (OS) hebben hier een stilstand:
- S60,
- S65.

Vanaf dit station is er een spoorwegverbinding naar het in westelijke richting vlakbij gelegen rangeerstation Bratislava východ.

## Openbaar vervoer
- Stedelijke autobussen hebben een stilstand aan de bushalte "stanica Vajnory", vlak bij het station.

## Illustraties

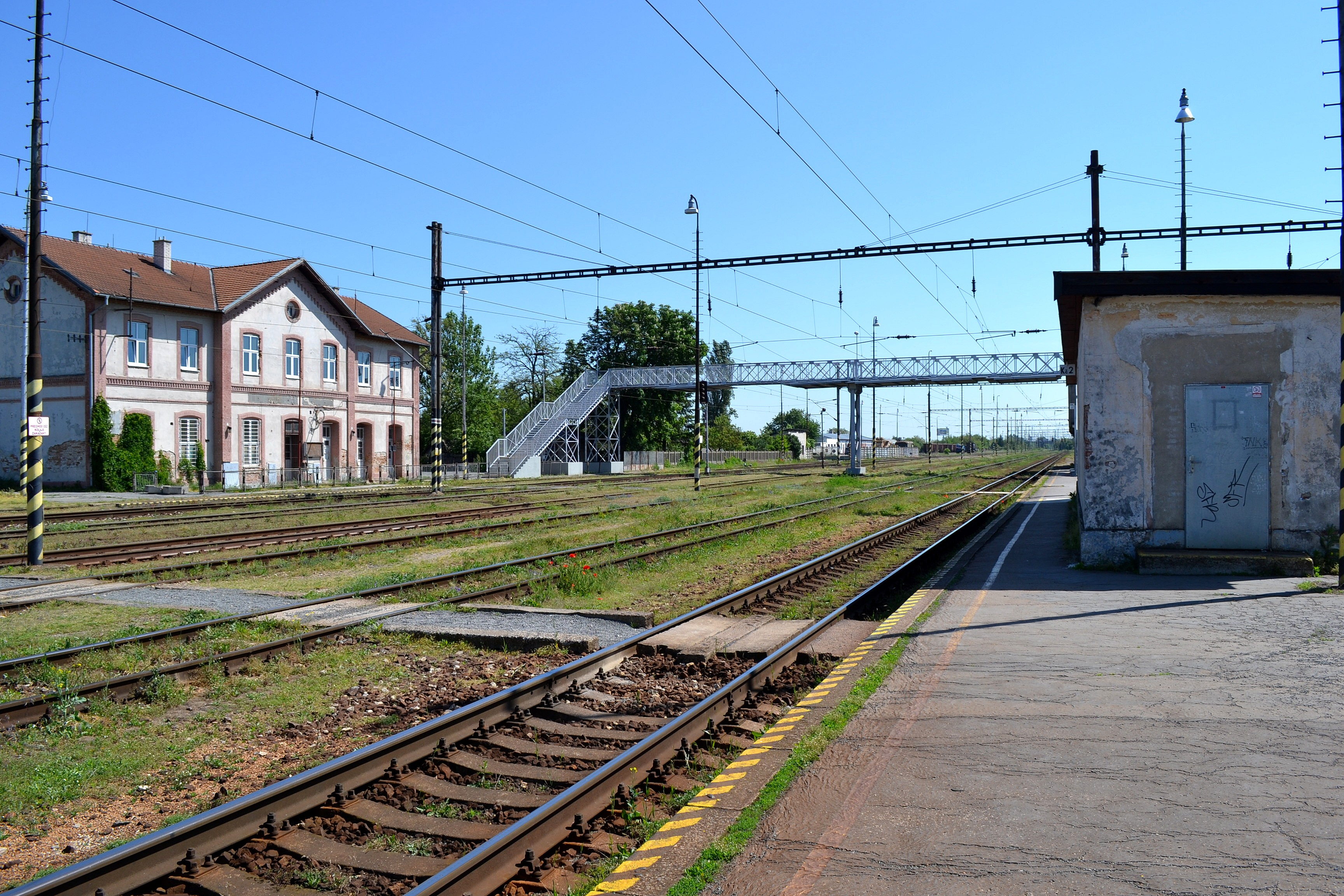
Stationsgebouw, voetgangersbrug, perron.
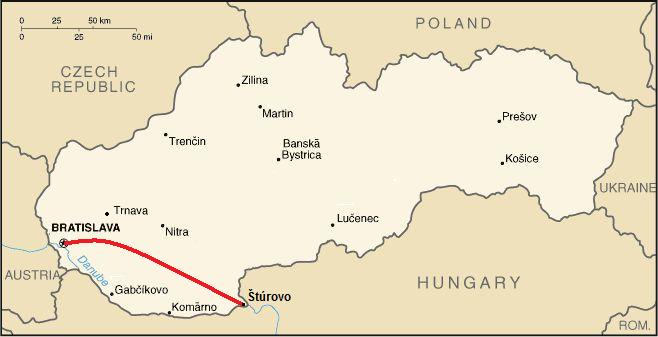
Spoorlijn 130 op de landkaart.

Situering in het noordoosten van de stad.
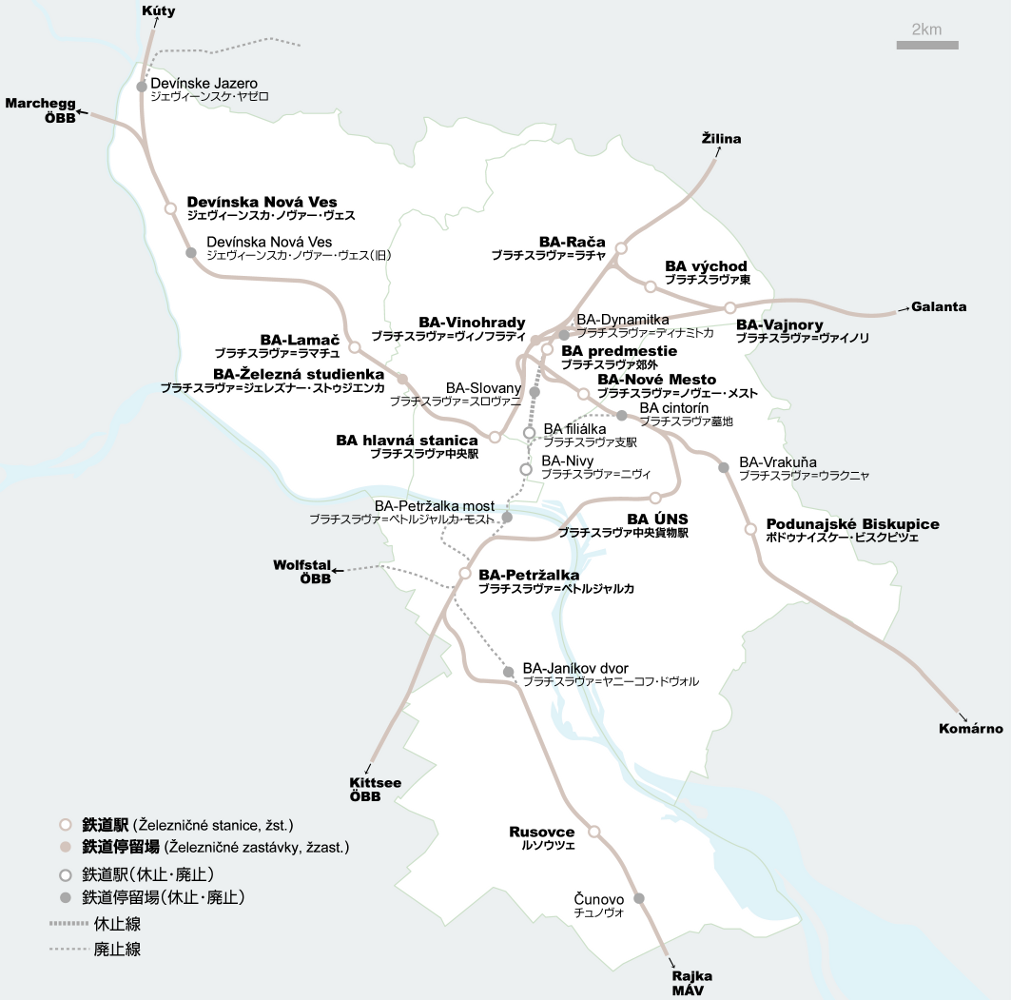
Situering ten overstaan van de andere stations in Bratislava.